# Andrea Restori
Andrea Restori (Pontremoli, 1778 – ...) è stato un violinista, direttore d'orchestra, compositore e insegnante italiano.

## Biografia
Cominciò lo studio della musica a 12 anni sotto la direzione di Vincenzo Fanini (o Faini), sviluppando presto un genio straordinario per il violino, nel quale fece in breve tempo grandi progressi. A 15 anni fu mandato dai suoi genitori nel collegio di S. Martino a Lucca, affinché ricevesse una buona educazione nelle belle lettere. Tuttavia, qualunque fosse il suo amore per la letteratura, continuò i suoi studi musicali, durante i tre anni di collegio, sotto Ramaggi, l'allora celebre Primo Violino della città. Successivamente, sotto Alessandro Rolla, si perfezionò a tal punto che all'epoca era ben a ragione annoverato fra i più distinti esecutori.

## Stile
«La sua maniera di sonare è piena di anima e di espressione: una maniera veramente perfetta in tutte le sue parti e del gusto moderno il più raffinato».

## Composizioni
- 10 sinfonie per grande orchestra;
- 4 concerti per violino e orchestra;
- 6 quaderni di duetti per 2 violini.[2]